# 皇帝跳棋
皇帝跳棋（Italian Damone），是流傳於義大利的兩人跳王棋類遊戲，行子基於義大利跳棋，吃子卻有等級之分類似鬥獸棋，勝利方式偏於象棋遊戲。

## 棋具
- 棋盤為8*8菱形格，深淺格交錯。

- 各以兩色棋子區分敵我。每方通常有九枚，棋子分為三種。
  - 皇帝各一枚。
  - 親王各三枚。
  - 士兵各五枚。

## 規則
- 棋子皆放在深色格上。雙方棋子初始布置為對角對稱，士兵在最己方第三斜行，親王在己方第二斜行，皇帝在己方角落格。
- 吃子等級：皇帝>親王>士兵
- 每回合玩家可能有二種行動，以跳吃為優先：
  - 跳吃：己棋跳過一枚同等級或低等級的敵棋落到同方向的鄰格，須連跳吃，全部跳完後才把跳過的敵棋移出棋盤，不可重複跳過同一枚。兵卒不可往後跳。
    - 若有兩條以上路徑可吃子時，依下述流程作篩選：
      - 選吃子棋等級較高的己棋；
        - 選敵棋等級較高的路徑；
          - 選敵棋數較多的路徑；
            - 任選上述都符合的路徑。

  - 無法跳吃時，移動一己子到鄰角空格，唯兵卒不可後退。
- 升變：當回合結束棋子停在高一級的敵棋初始位時，升一級。
- 消滅敵方皇帝獲勝[1]。

## 外部連結
- 遊戲介紹